# 三度栗
三度栗（さんどぐり）は、シナグリ（Castanea mollissima cv.）の一品種。年に3回実をつけるといわれており、三度栗に関する伝説が各地に残っている。

## 静岡県菊川市三沢の三度栗伝説
静岡県菊川市三沢に伝わる三度栗伝説は、遠州七不思議のひとつ。
弘法大師空海が諸国巡礼の折、三沢村を通りかかったところ、村の子供たちがおいしそうに栗の実を食べていた。これを見た空海が自分にもひとつわけてくれないかと頼んだところ、子供たちは快く栗の実を差し出した。これに喜んだ空海は、「これからは、この村に年に三度栗を成らすことにしよう」と言い、この地をあとにした。
以来三沢の栗は、年に3度実をつけると言われている。

## 静岡県周智郡森町 園田の三度栗伝説
静岡県周智郡森町園田に伝わる三度栗伝説は、徳川家康にまつわるものである。
武田軍との戦いに敗れ敗走する家康は、園田の地までたどりつき、一軒の農家の庭先に座り込んでいた。
何か食べるものはないかと、この家の老婆に尋ねると、老婆は拾ってきたばかりの生栗を差し出した。
家康はこの栗を幾つか食べ、残った実一つを庭先の畑に埋めて、自分の食べた分だけ実るよう祈り去っていった。
　やがてそこに芽を出した栗の木は、年に3度実をつけるようになったと言われている。

## 静岡県袋井市三川の三度栗伝説
静岡県袋井市三川にも徳川家康にまつわる三度栗伝説が伝わる。
武田軍との戦いに敗れ逃げ込んだ家康が、食事をとるために弁当を開いたところ箸がなく、家来が箸にするため近くの栗の小枝を折って渡した。食事後、家康がこの小枝を地面に突き刺し、もし天下を取ったら1年に3度実を結ぶように言ったところ、やがてこの栗の木に1年に3度実がなるようになったという。

## 高知県高岡郡四万十町 岩本寺の三度栗伝説
高知県高岡郡四万十町、岩本寺に伝わる三度栗伝説は、岩本寺七不思議のひとつ。
弘法大師空海が諸国巡礼の折、高い木に実る栗を取れずに泣いている子を見てかわいそうに思い、「うない児の とる栗三度実れかし 木も小さく いがもささずに」と詠んだ。
以来岩本寺の栗は、年に3度実をつけると言われている。

## 新潟県阿賀野市保田 焼栗山孝順寺の三度栗伝説
新潟県阿賀野市保田、焼栗山孝順寺に伝わる三度栗伝説は、越後七不思議のひとつ。
ほかの三度栗伝説は多くが空海にまつわるものであるが、浄土真宗の寺に伝わるこの三度栗伝説は親鸞にまつわるものである。
当地で布教活動を行っていた親鸞の念仏の礼にと、老女が焼き栗を親鸞に差し出した。
親鸞は帰途、「我が勧むる弥陀の本願、末世に繁昌いたさば、この栗、根芽を生じて一年に三度咲き実るべし。葉は一葉にして二葉に分かれて繁茂せよ」と唱えてこの栗をこの地に蒔いた。
すると焼き栗から芽が出て、年に3度実をつけ、その葉の先は二つに分かれて茂るようになったという。
同様の伝説が福井県鯖江市にも残っている。

## 岡山県真庭市の三度栗伝説
岡山県真庭市に伝わる三度栗伝説。
弘法大師空海が諸国巡礼の折、当地で幼子が空腹のため泣いていた。これをかわいそうに思った空海は、子供のために湧き水を作った。
何も食うものもないのに元気に走り回る子供を不思議に思った親（または継親）が、子供の飲んでいたその水を飲んでみると、それは酒であった。
が、その泉で親が足を洗ってしまったために泉は枯れてしまった。
数年後ふたたびこの地を訪れた空海は、泉が枯れたことを知ると、年に3度実をつける栗をこの地に残し、去っていった。